# Receiver Independent Exchange Format
Receiver Independent Exchange Format (RINEX) ist ein empfängerunabhängiges Daten-Speicher- und Austauschformat. Es wird für GPS- oder heutzutage allgemeiner GNSS-Rohdaten verwendet, also insbesondere für Pseudostreckenmessungen aus Code- oder Trägerphasenbeobachtungen und die Satellitenephemeriden. Die Bereitstellung dieser Daten ermöglicht eine nachträgliche Neuauswertung meist zur Bestimmung von Positionslösungen höherer Genauigkeit. Dieses Format war eine wichtige Voraussetzung für die Entwicklung wissenschaftlicher Auswerteprogramme zur Analyse von GNSS-Daten. RINEX wird von vielen Herstellern von GNSS-Satellitenempfängern unterstützt.
Eine erste RINEX-Formatbeschreibung wurde 1989 vom Astronomischen Institut der Universität Bern veröffentlicht. Das Format 3.0 wurde 2006 veröffentlicht (Version 3.03 von Juli 2015).